# الدوري الإكوادوري لكرة القدم 2014
الدوري الإكوادوري لكرة القدم 2014 (بالإسبانية: Campeonato Ecuatoriano de Fútbol 2014)‏ هو الموسم 56 من الدوري الإكوادوري لكرة القدم. أشرف على تنظيمه اتحاد الإكوادور لكرة القدم، وكان عدد الأندية المشاركة فيه 12، وفاز فيه نادي إيميلك.